# بخش سزارسکریک (شهرستان گرین، اوهایو)
بخش سزارسکریک (به انگلیسی: Caesarscreek Township) یک منطقهٔ مسکونی در ایالات متحده آمریکا است که در شهرستان گرین، اوهایو واقع شده‌است.
 بخش سزارسکریک ۷۱٫۴ کیلومتر مربع مساحت و ۱٬۱۳۷ نفر جمعیت دارد و ۳۰۰ متر بالاتر از سطح دریا واقع شده‌است.